# Naser Aliji
Naser Ismail Aliji (n. 27 decembrie 1993, Kumanovo, Opština Kumanovo⁠(d), Macedonia de Nord) este un fotbalist macedonean, elvețian și albanez, care joacă pe post de fundaș la KS Dinamo Tirana în Kategoria superiore. Pe plan internațional, are prezențe la națională pentru Elveția U16⁠(d), Elveția U18⁠(d), Elveția U20⁠(d), Elveția U21⁠(d) și Albania.

## Cariera pe echipe

### Cariera timpurie
Aliji s-a născut în Kumanovo și are etnie albaneză. A trăit acolo până la vârsta de patru ani, moment în care mama sa s-a mutat la Baden, Elveția împreună cu ceilalți doi frați, o soră și un frate, să se alăture tatălui lor, care lucra acolo de mai mulți ani. Aliji a început să joace fotbal la vârsta de 4 ani, când a fost trimis de fratele său să joace la FC Baden. În vârstă de 9 ani, a jucat la grupele de juniori ale lui FC Aarau timp de un an, apoi s-a alăturat echipei FC Basel în 2008. Mai târziu a jucat în echipa U-18 și în echipa U21 a lui Basel unde a primit mai multe premii de cel mai bun jucător tânăr al anului.

### Basel
Aliji a semnat primul său contract de fotbalist profesionist cu FC Basel la 20 iunie 2013. Aliji a debutat pentru echipa mare a lui Basel pe 17 august, când a intrat în primul tur al Cupei Elveției împotriva lui BSC Old Boys. El a jucat primul său meci ca titular în meciul din sferturile Cupei Elveției împotriva Le Mont pe 5 februarie 2014, când Basel a câștigat cu 6-1. Cu un minut înainte de pauză, i-a dat o pasă de gol lui Marco Streller în urma căruia acesta a înscris al treilea gol al meciului. La 16 martie 2014, Aliji și-a făcut debutul în Superliga Elvețiană și a jucat timp de 90 de minute pe St. Jakob-Park în victoria scor 5-0 împotriva lui Aarau. La sfârșitul sezonului de Superliga din 2013-2014, Aliji a câștigat campionatul cu Basel. Echipa sa a ajuns, de asemenea, în finala Cupei Elvețiene 2013-2014, dar au fost învinsă cu 2-0 de Zürich după prelungiri. În sezonul Ligii Campionilor 2013-2014, Basel a ajuns în grupe și a terminat pe poziția a treia. Astfel, s-a calificat în faza de eliminatorie a Ligii Europa, în care a ajuns cu echipa până în sferturi.
Sezonul 2014-2015 a fost, de asemenea, unul de succes pentru Basel, dar pentru Aliji a fost unul dificil sub comanda noului antrenor Paulo Sousa. În acest sezon Basel a câștigat campionatul pentru a șasea oară consecutiv și a jucat în grupele Ligii Campionilor, calificându-se în optimi la 9 decembrie 2014, după ce a reușit să termine la egalitate meciul de pe Anfield cu Liverpool, Aliji a jucat în doar 17 meciuri în tur, 5 (din 18) în campionat, 3 (3), în cupă și doar 1 (6), în Liga Campionilor, precum și în alte opt meciuri amicale, intrând deseori din postura de rezervă. Deoarece Sousa nu s-a bazat pe Aliji și nu a reușit să se impună în primul unsprezece, pe 17 ianuarie 2015 s-a anunțat faptul că Aliji va fi împrumutat laVaduz pentru a căpăta experiență.

### Împrumutul la Vaduz
În ianuarie 2015, în timpul ferestrei de transferuri de iarnă, Aliji a fost împrumutat la echipa din Superliga Elvețiană FC Vaduz timp de 1 an și jumătate. Aliji și-a făcut debutul pentru Vaduz pe 15 februarie 2015 în meciul din deplasare împotriva lui Aarau, fiind integralist în meciul care s-a încheiat cu 1-0. Până la sfârșitul sezonului de campionat, Aliji a jucat 17 meciuri ca titular și a intrat pe teren din postura de rezervă o singură dată. Aliji a câștigat Cupa Liechtensteinului din 2014-2015, jucând în două meciuri, inclusiv în finala împotriva lui Triesenberg, de pe 13 mai 2015, când Vaduz a câștigat 5-0, iar Aliji a jucat în toate cele 90 de minute.
După ce a câștigat Cupa Liechtensteinului 2014-2015, Vaduz și-a câștigat dreptul de a participa în primul tur preliminar al UEFA Europa League în sezonul 2015-2016, în care a jucat împotriva echipei La Fiorita din San Marino. În acest meci, câștigat de Vaduz cu 5-0, a fost integralist. Vaduz a câștigat în retur cu 5-1, ducând scorul la general la 10-1. Vaduz a jucat în al doilea tur preliminar cu echipa Nõmme Kalju din Estonia. Aliji a reușit să joace încă 90 de minute într-un meci european ajutându-și echipa să câștige cu 3-1.

### Întoarcerea la Basel
În urma unei accidentări a lui Adama Traoré la echipa națională de fotbal a Coastei de Fildeș și din cauza absenței altor fundași stânga, Basel a activat clauza contractuală prin care l-a readus pe Aliji la prima echipă din împrumutul la Vaduz. Sub comanda antrenorului Urs Fischer Aliji a câștigat pentru a treia oară campionatul Superligii Elvețiene la sfârșitul sezonului  2015-2016. Pentru club, a fost cel de-al șaptelea titlu la rând și titlul celui de-al 19-lea campionat în total.

### 1. FC Kaiserslautern
Pe 1 iulie 2016, Aliji s-a transferat echipa din 2. Bundesliga 1. FC Kaiserslautern din postura de jucător liber de contract, semnând un contract până în iunie 2019.

## Viața personală
În vara anului 2018, Aliji s-a întors în Elveția pentru a fi împreună cu tatăl său care a fost diagnosticat cu cancer.

## Cariera la națională
În ciuda faptului că a jucat pentru echipele naționale de tineret din Elveția, Aliji nu a exclus opțiunea de a reprezenta Albania la nivel internațional. La 17 decembrie 2014, scouterul FSHF pentru jucătorii din Elveția, Sokol Dauti, a confirmat faptul că Aliji a decis să reprezinte Albania și a început procedura de obținere a pașaportului albanez. Trei dintre foștii săi colegi de la Basel Taulant Xhaka, Shkëlzen Gashi și Arlind Ajeti joacă pentru Albania, în ciuda faptului că au reprezentat echipele naționale ale Elveției la tineret. La 5 martie 2015, Aliji a primit cetățenia albaneză alături de coechipierul său Ajeti și a devenit primul jucător din Macedonia care a purtat tricoul echipei naționale a Albaniei.
Aliji a primit prima sa convocare la echipa națională a Albaniei din partea antrenorul uiGianni De Biasi pentru meciul de calificare la Euro 2016 împotriva Armeniei la 29 martie 2015. În ciuda convocării, el nu era încă eligibil pentru a juca pentru Albania în meciuri competitive, deoarece el nu a primit încă permisiunea din partea FIFA. Apoi Aliji a fost chemat din nou în următorul meci al Albaniei, cel prietenos împotriva Franței, la 13 iunie 2015. El a debutat pentru Albania la nivel internațional împotriva Franței, fiind integralist, cu Albania câștigând meciul împotriva gazdelor de la Euro 2016, cu un gol marcat din lovitură liberă de Ergys Kaçe în minutul 43.
La 21 mai 2016, Aliji a fost numit în lotul lărgit  a Albaniei de 27 de jucători pentru UEFA Euro 2016 și în lotul final al Albaniei de 23 de jucători pe 31 mai.
Aliji nu a reușit să joace nici un minut din cele trei meciuri din Grupa A, cu Albania fiind eliminată după ce s-a clasat pe locul 3, în urma gazdei Franța împotriva căreia a pierdut 2-0, și în urma Elveției, care a învins-o cu 1-0, dar în fața României, pe care a învins-o cu 1-0 în ultimul meci din grupe, în urma unui gol marcat de Armando Sadiku. Albania a terminat grupa pe poziția a treia cu trei puncte și cu un golaveraj de -2 și s-a clasat pe ultimul loc dintre echipele clasate pe locul trei, ceea ce a dus la eliminarea echipei din competiție.

## Statistici privind cariera

### Club
Până la 13:59, 30 mai 2017 (UTC) 
| Club                 | Sezon         | Campionat          | Campionat | Campionat | Cupă    | Cupă   | Europa  | Europa | Altele  | Altele | Total   | Total  |
| Club                 | Sezon         | Divizie            | Meciuri   | Goluri    | Meciuri | Goluri | Meciuri | Goluri | Meciuri | Goluri | Meciuri | Goluri |
| -------------------- | ------------- | ------------------ | --------- | --------- | ------- | ------ | ------- | ------ | ------- | ------ | ------- | ------ |
| Basel U21            | 2011–12       | Promoția 1. Liga   | 22        | 1         | —       | —      | —       | —      | —       | —      | 22      | 1      |
| Basel U21            | 2012–2013     | Promoția 1. Liga   | 20        | 1         | —       | —      | —       | —      | —       | —      | 20      | 1      |
| Basel U21            | 2013–2014     | Promoția 1. Liga   | 10        | 0         | —       | —      | —       | —      | —       | —      | 10      | 0      |
| Basel U21            | 2014–2015     | Promoția 1. Liga   | 1         | 1         | —       | —      | —       | —      | —       | —      | 1       | 1      |
| Basel U21            | Total         | Total              | 53        | 3         | —       | —      | —       | —      | —       | —      | 53      | 3      |
| Basel                | 2013–2014     | Superliga Elveției | 9         | 0         | 4       | 0      | 3       | 0      | —       | —      | 16      | 0      |
| Basel                | 2014–2015     | Superliga Elveției | 5         | 1         | 3       | 0      | 1       | 0      | —       | —      | 9       | 1      |
| Basel                | 2015–2016     | Superliga Elveției | 15        | 0         | 2       | 0      | —       | —      | —       | —      | 17      | 0      |
| Basel                | Total         | Total              | 29        | 1         | 9       | 0      | 4       | 0      | —       | —      | 41      | 1      |
| Vaduz                | 2014–2015     | Superliga Elveției | 17        | 0         | 2       | 0      | —       | —      | —       | —      | 19      | 0      |
| Vaduz                | 2015–2016     | Superliga Elveției | 7         | 0         | 0       | 0      | 5       | 1      | —       | —      | 12      | 1      |
| Vaduz                | Total         | Total              | 24        | 0         | 2       | 0      | 5       | 1      | —       | —      | 31      | 1      |
| 1. FC Kaiserslautern | 2016–2017     | 2. Bundesliga      | 20        | 0         | 1       | 0      | —       | —      | —       | —      | 21      | 0      |
| Total carieră        | Total carieră | Total carieră      | 126       | 4         | 12      | 0      | 9       | 1      | —       | —      | 147     | 5      |

1. ↑  Inclusiv meciuri europene în UEFA Champions League și UEFA Europa League
2. 1 2  Toate meciuri în UEFA Europa League
3. ↑  Meciuri în UEFA Champions League

### Meciuri la națională
Începând cu 13 noiembrie 2017 
| Echipa națională | An    | Meciuri | Goluri |
| ---------------- | ----- | ------- | ------ |
| Albania          | 2015  | 3       | 0      |
| Albania          | 2016  | 4       | 0      |
| Albania          | 2017  | 4       | 0      |
| Total            | Total | 11      | 0      |

## Onoruri

### Titluri
Basel U21 
- Promoția 1. Ligii: 2012-2013

Basel 
- Superliga Elvețiană: 2013-2014, 2014-2015, 2015-2016
- Cupei Elveției: 2013-2014

Vaduz 
- Cupa Liechtensteinului: 2014-2015

### Individual
- Cei mai buni jucători tineri ai lui FC Basel: 2011,[6] 2013 [7]